# Ibanda
Ibanda – miasto w Ugandzie, stolica dystryktu Ibanda.